# Kamienna (Skarżysko-Kamienna)
Kamienna – część miasta Skarżysko-Kamienna w  powiecie skarżyskim w województwie świętokrzyskim. Leży nad rzeką Kamienną, od której to bierze nazwę.
Kamienna stanowi historyczną starówkę miasta, usytuowaną w jego centrum, wokół prostokątnego rynku (obecnie jest to targowisko miejskie), której to nadano prawa miejskie w 1923 roku.
Administracyjnie wchodzi w skład osiedla Dolna Kamienna II.

## Historia
W XIX wieku miejscowość Kamienna  należała do gminy Bliżyn w powiecie koneckim w guberni radomskiej w Kraju Nadwiślańskim. 14 października 1905 roku Kamienna utworzyła odrębną gminę wiejską Kamienna powiecie koneckim w związku z nadaniem Kamiennej statusu osady miejskiej.
W okresie międzywojennym gmina Kamienna należała do powiatu koneckiego w woj. kieleckim. Jako gmina wiejska jednostka przestała funkcjonować z dniem 1 stycznia 1923 roku w związku z nadaniem Kamiennej praw miejskich i przekształceniu jej w gminę miejską; równocześnie do nowego miasta przyłączono grunty rządowe Milica-Pastwisko z sąsiedniej gminy Bliżyn.
17 kwietnia 1928 roku nazwę miasta Kamienna zmieniono na Skarżysko-Kamienna, tym samym nadając początek obecnemu miastu, które odtąd stopniowo powiększano (w latach 1930, 1939, 1954, 1984 i 2000).